# Замок (фільм, 1997)
"За́мок" (нім. Das Schloß) — фільм 1997 року австрійського режисера Міхаеля Ганеке за однойменним романом Франца Кафки.
Прем'єра фільму відбулася на Берлінському кінофестивалі у 1997 році.

## Сюжет
Фільм за однойменним романом Франца Кафки. К. запрошений до Замку виконувати роботу землеміра. Однак на місці він виявляє, що сталася плутанина і землемір Замку не потрібен. Головний герой докладає усіх зусиль для проникнення до Замку, але його чесне бажання працювати і робити як треба зустрічає опір жителів Села. Бюрократизм і тоталітаризм незрозумілий К., але є абсолютно зрозумілим і логічним для жителів Села, які не розуміють його.

## У ролях
- Ульріх Мюе — К. (землемір)
- Сюзанна Лотар — Фріда
- Франк Гірінг (Frank Giering) — Артур
- Фелікс Айтнер (Felix Eitner) Єремія
- Ніколаус Паріла — староста
- Андре Ейсерман — Варнава
- Дорт Лісевськи — Ольга
- Інга Буш (Inga Busch) — Амалія

## Нагороди
- Нагорода австрійського освітнього телебачення за найкращий фільм (Відень, 1998).
- Номінація на німецьку кінопремію Адольфа Грімме (Марль, Німеччина, 1999).